# Clase Seawolf
El submarino de ataque clase Seawolf (SSN) estaba diseñado para sustituir a los clase Los Angeles que fueron puestos en servicio en 1989. Al principio el Pentágono ordenó una flota de 29 unidades para ser construidas en un periodo de 10 años, luego la cifra paso a 12, y al final de la guerra fría y con reducciones de presupuesto solo se construyeron 3 en 1995 para diseñar otra clase más pequeña la clase Virginia.
El Seawolf es más rápido, largo y con más torpedos que sus antecesores de la clase Los Angeles, su principal función es combatir flotas de submarinos soviéticos/rusos en el océano como el submarino de misiles balísticos (SSBN) de la clase Typhoon o los submarinos de ataque clase Akula. Otra de sus funciones es realizar misiones de infiltración en puertos de agua somera introduciendo un equipo de 8 buzos a la vez. Estos submarinos transportan 50 misiles de crucero BGM-109 Tomahawk, junto con torpedos Mk-48 de precisión capaces de abatir barcos de superficie y submarinos con una cabeza explosiva de 267 kg y con rango de 50 km a 38 km en modo pasivo.
Esta clase de submarino es propulsado por energía nuclear, usa un reactor S6W que proporciona 52 000 hp de potencia a un propulsor con tobera anular de bajo nivel acústico.
El último submarino de la clase fue el USS Jimmy Carter botado en febrero de 2005, 30 metros más largo que sus antecesores, puede lanzar un Vehículo operado a distancia (ROV, acrónimo del inglés Remotely Operated Vehicle) para inserción de los Navy SEALs.

## Historia

### Cazador de submarinos
La principal función de los Seawolf es combatir los submarinos soviéticos. Su objetivo eran los submarinos lanzamisiles balísticos (SSBN) de la clase Typhoon y los submarinos de ataque clase Akula que los escoltaban. Su diseño incluyó una vela reforzada para permitirle operar bajo la capa de hielo polar y así llevar el combate contra los submarinos soviéticos a sus bastiones.
Tradicionalmente los submarinos nucleares soviéticos eran capaces de navegar a mayor profundidad y a mayor velicidad que sus homólogos norteamericanos. Su talón de Aquiles era que eran mucho más ruidosos, siendo fácilmente detectados por la US Navy.
En 1980 los espías de la familia Walker informaron a la URSS que la Armada de EE. UU. podía rastrear sus submarinos lanzamisiles gracias al ruido excesivo. Como resultado se buscó maquinaria occidental para hacer mejores hélices de submarinos. En 1981 Toshiba vendió fresadoras CNC de nueve ejes a través de la noruega Kongsberg. La nueva maquinaria hizo posible que los nuevos submarinos de la clase Akula redujeran sensiblemente su firma sonora. Además de navegar en silencio los Akula podían sumergirse a profundidades prohibidas a los submarinos de la clase Los Ángeles, lo más moderno de la US Navy.
Ante la crisis Akula se respondió con la nueva clase Seawolf de submarinos de ataque nuclear. Los Seawolf contaban con cascos de acero HY-100 , para lograr profundidades superiores a los 350 metros en inmersión. El acero HY-100 es mucho más resistente que el HY-80 de la clase Los Ángeles. 
Los submarinos Seawolf eran ligeramente más cortos que sus predecesores, pero más anchos. Esto los hizo más pesados y por ello los Seawolf contaban con el reactor nuclear Westinghouse S6W, que daba mayor potencia. Para desplazarse sigilosamente fue la primera clase de submarino estadounidense en utilizar propulsores de chorro de bomba sobre hélices. Como resultado un Seawolf es capaz oficialmente de lograr una velocidad máxima de 35 nudos sumergido y navegar en silencio a aproximadamente 20 nudos.
Su sistema BQQ-5D cuenta con una matriz esférica activa y pasiva montada en arco, así como matrices de flanco pasivo de gran apertura. Los submarinos fueron además equipados con sistemas de sonar de arrastre TB-29A. Cuenta también con sonar BQS-24, para la detección de objetos a corta distancia, como minas. El centro de datos de combate original era el Lockheed Martin BSY-2, que fue reemplazado por el AN/BYG-1.
Los submarinos tienen ocho tubos de torpedos, el doble de los submarinos anteriores. Puede almacenar una combinación de hasta 50 torpedos Mk.48, minas, misiles Harpoon y misiles Tomahawk.
Un Seawolf es 10 veces más silencioso que los submarinos Los Ángeles mejorados, y 70 veces más silencioso que los submarinos originales de la clase Los Ángeles. Puede navegar en silencio al doble de la velocidad de los submarinos anteriores.

### Espionaje
En la década de 1970, un submarino americano colocó una grabadora en un cable submarino de comunicaciones que unía las bases soviéticas de Vladivostok y Petropavlovsk. Se suponía seguro y por ello las comunicaciones no eran encriptadas. Los americanos volvían periodicamente para recoger las cintas. Debido al éxito el submarino USS Parche fue asignado a misones especiales. 
El SSN-23 Jimmy Carter lo ha reemplazado. Su casco es 30 metros más largo que sus dos compañeros de la clase Seawolf. Ello le permite albergar el equipo de intercepción de comunicaciones y otros elementos técnicos para misiones secretas, contenidos en una secretísima Plataforma Multi-Misión. El Carter también puede espiar señales electrónicas (SIGINT), pero su capacidad para "pinchar" los cables submarinos de fibra óptica es única. Además se cree que cuenta con minisubmarinos que opera de forma remota para desplegar contramedidas y sensores. También cuenta con dispositivos auxiliares de maniobra hacia adelante y hacia atrás para maniobras precisas en situaciones tales como golpes de cables submarinos y actos de espionaje.
Además de los pinchazos submarinos el SSN-23 también tiene capacidad para llevar un SEAL Delivery System Advanced (ASDS) para uso de las Fuerzas de Operaciones Especiales y tiene capacidad para transportar hasta 50 miembros de los Navy Seal.

### Fin de la clase
La clase Seawolf iba a mejorar, complementar y sustituir a los clase Los Ángeles. Eran más avanzados pero también más caros que sus predecesores. Su coste de más de 3.000 millones de dólares por unidad y el fin de la Guerra Fría hizo que la US Navy la abandonara. En su lugar se decidió  incorporar la clase Virginia.
En 1983 se proyectó la construcción de 29 submarinos de la clase "Seawolf". Cuando se fue consciente de su extraordinario coste se redujo a 12 submarinos, con un presupuesto de 33.000  millones de dólares. Cuando en 1989 se sentaron las bases para el fin de la guerra fría los submarinos quedaron sin enemigo que justificara el gasto.

### Futuras misiones
El USS Connecticut fue empleado por el Laboratorio de Submarinos del Ártico de la Armada  y el Laboratorio de Física Aplicada de la Universidad de Washington para probar nuevos equipos y entrenar para operaciones bajo el hielo ártico.
El USS Seawolf pasó casi tres años en dique seco a partir de septiembre de 2009. Las reformas lo hicieron más capaz y eficaz.
Se cree que los dos Seawolf serán asignados como punta de lanza al Ártico, dado que es la nueva área de preocupación para la Marina.

## Unidades
Originalmente concebida como una clase de 29 submarinos, el final de la Guerra Fría y las limitaciones presupuestarias la dejaron en tres submarinos. Actualmente los 3 están operativos:
- USS Seawolf (SSN-21) Alta en 1997
- USS Connecticut (SSN-22) Alta en 1998
- USS Jimmy Carter (SSN-23) Alta en 2005

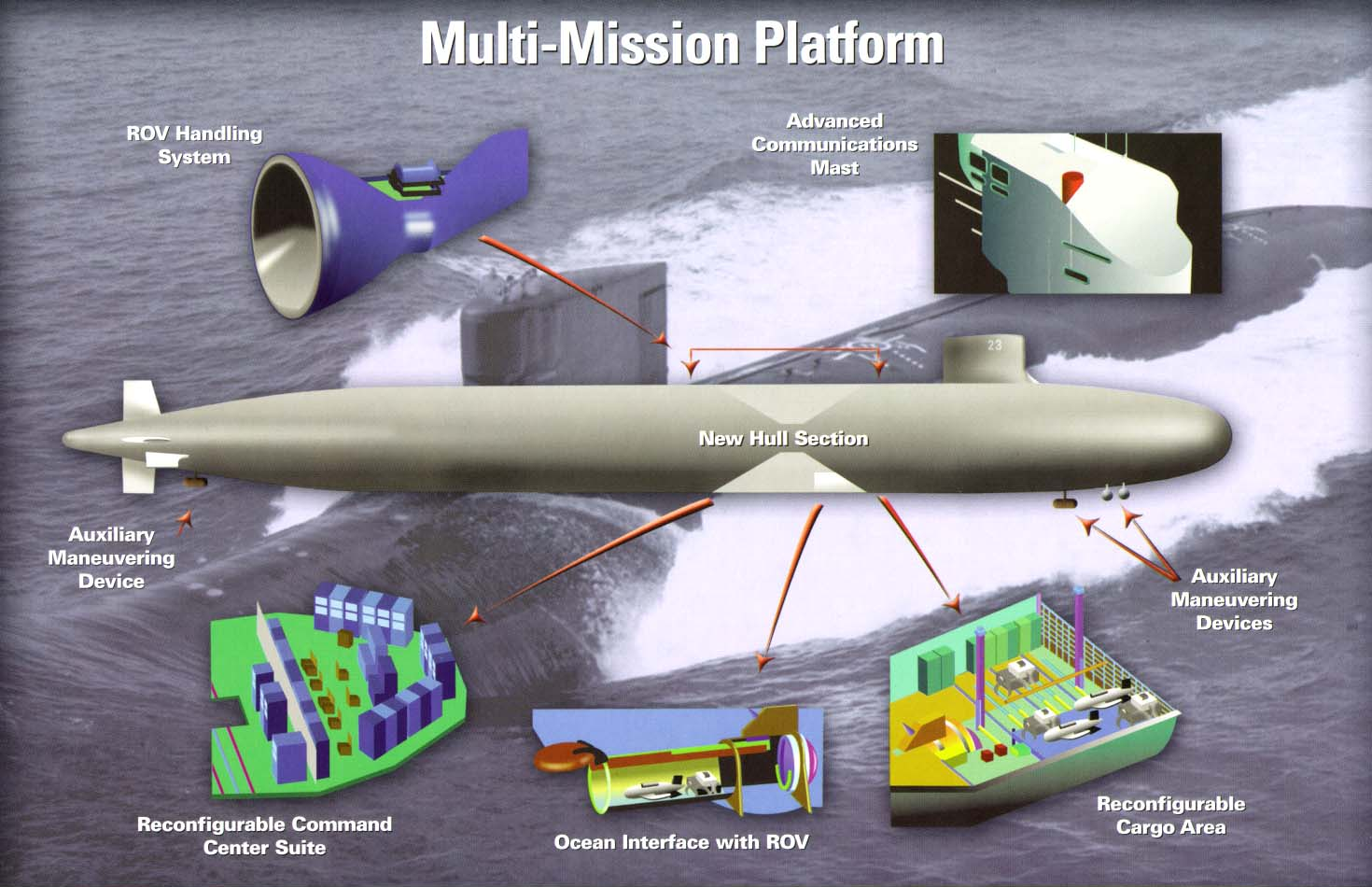
Diagrama del Jimmy Carter.

Los USS Connecticut y USS Seawolf están basados en Bremerton, Washington, mientras que el USS Jimmy Carter está basado en Bangor.